# Teide
Teide ali gora Teide (špansko El Teide, Pico del Teide, izgovorjava: [ˈpiko ðel ˈtejðe], 'vrh Teide') je vulkan na Tenerifu na Kanarskih otokih v Španiji. Njegov vrh (na 3715 m) je najvišja točka v Španiji in najvišja točka nad morsko gladino na otokih v Atlantiku. Če merimo od oceanskega dna, je z višino 7500 m tretji najvišji vulkan na svetu, UNESCO in NASA pa ga opisujeta kot tretjo najvišjo vulkansko strukturo na Zemlji. Zaradi višine Teide nad morsko gladino je Tenerife deseti najvišji otok na svetu.
Teide je začel nastajati pred 170.000 leti zaradi vulkanske aktivnosti po katastrofalnem zemeljskem plazu. Teidejeva baza je v kraterju Las Cañadas (ostanki starejšega, erodiranega, ugaslega vulkana) na višini okoli 2190 m nad morsko gladino. Teide je aktivni vulkan: njegov zadnji izbruh se je zgodil konec leta 1909 iz odprtine El Chinyero na severozahodni razpoki Santiago. Odbor Združenih narodov za blažitev nesreč je Teide označil za desetletni vulkan zaradi njegove zgodovine uničujočih izbruhov in bližine več velikim mestom, od katerih so najbližja Garachico, Icod de los Vinos in Puerto de la Cruz. Teide, Pico Viejo in Montaña Blanca tvorijo osrednji vulkanski kompleks otoka Tenerife.
Vulkan in njegova okolica sestavljata narodni park Teide, ki ima površino 18.900 hektarjev in ga je Unesco leta 2007 uvrstil na seznam svetovne dediščine. Teide je najbolj obiskano naravno čudo Španije, najbolj obiskan narodni park v Španiji in Evropi in – do leta 2015 – osmi najbolj obiskan na svetu s približno 3 milijoni obiskovalcev letno. Leta 2016 ga je obiskalo 4.079.823 obiskovalcev in turistov, s čimer je dosegel zgodovinski rekord. Observatorij Teide, glavni mednarodni astronomski observatorij, je na pobočju gore.

## Ime in legende
Pred špansko kolonizacijo Tenerifa leta 1496 so domači Gvanči omenjali mogočno osebnost, ki živi v vulkanu, ki nosi svetlobo, moč in sonce. El Pico del Teide je sodobno špansko ime.
Teide je bila sveta gora za staroselce Gvanče, zato je veljala za mitološko goro, kot je bil za stare Grke Olimp. Ko so med izbruhom šli na Teide, je bilo običajno, da so Gvanči prižgali kresove, da bi prestrašili Guayoto. Guayota je pogosto predstavljena kot črni pes, ki ga spremlja množica demonov (Tibicenas).
Gvanči so tudi verjeli, da Teide drži nebo. Številna skrivališča, najdena v gorah, vsebujejo ostanke kamnitega orodja in keramike. Te so razlagali kot obredne predmete za preprečevanje vpliva zlih duhov, kot so tisti, ki so jih naredili Berberi iz Kabylie. Gvanči so verjeli, da je gora kraj, kjer so sile zla in najbolj zlobna figura, Guayota.
Guayota ima podobne značilnosti kot druga močna božanstva, ki naseljujejo vulkane, kot je boginja Pele iz havajske mitologije, ki živi v vulkanu Kīlauea in jo domorodni Havajci smatrajo za odgovorno za izbruhe vulkana. Enako je veljalo za stare Grke in Rimljane, ki so verjeli, da sta Vulcano in Etna dimnika livarne boga ognja Hefajsta (v latinščini Vulkan).
Leta 1492, ko je Krištof Kolumb prispel na otok Tenerife, je njegova posadka trdila, da vidi plamene, ki prihajajo z najvišje gore otoka (Teide).

## Geografija

### Lokacija
Gora Teide je na otoku Tenerife, največjem otoku Kanarskih otokov, v Atlantskem oceanu, 290 km severozahodno od obale Zahodne Sahare. Vulkan je v središču otoka Tenerife. Kanarski otoki so administrativno španska avtonomna skupnost, natančneje, gora Teide je povezana z občino La Orotava v provinci Santa Cruz de Tenerife.

### Topografija
Preden so obstajale zanesljive meritve, je vrh Teide dolgo veljal za Evropejce za najvišjo goro na Zemlji. V resnici je 3715 m nadmorske višine, zaradi česar je točka najvišja na otoku Tenerife, pa tudi na Kanarskih otokih, v Španiji in v Atlantskem oceanu. Poleg tega, če ga merimo od dna oceana, na katerem leži, presega 7000 m, zaradi česar je tretja najvišja vulkanska struktura na svetu za Mauna Loa in Mauna Kea, obe na otoku Havaji.
Nastanek gore zaznamuje dolga in zapletena vulkanska zgodovina. Leži na kalderi Las Cañadas, asimetrični depresiji s premerom 15 km v obliki podkve, ki se odpira proti severu. Dno kaldere se giblje med 2000 in 2200 m nadmorske višine, čeprav se njene stranice na jugu dvigajo do 2717 m do višine gore Guajara. Na severu se pobočja gore Teide nadaljujejo neposredno v ocean, s prelomom na pobočju na približno 2000 m. Sam vulkan Teide lahko opišemo kot vulkanski stožec s premerom 8 km na svojem dnu, s precej strmimi pobočji, približno 20 do 40° za skupno prostornino 150 do 200 kubičnih kilometrov. Vrh je označen z majhnim kraterjem, imenovanim El Pitón, ki tvori odprtino s premerom 100 m in globino 30 m. Na zahodnih pobočjih glavnega vrha se pojavi sekundarni krater z imenom Pico Viejo. Ta krater je veliko večji, s premerom 800 m in globino 140 m. Vzpenja se do 3134 m, vendar z majhno prominenco, ne več kot sto metrov višje od pobočij glavnega vulkana. Na zunanji strani teh dveh glavnih vrhov ima relief gore Teide tudi nekaj vulkanskih pojavov, ki tvorijo lokalne vzpetine, od katerih so najbolj opazne Roques Blancos, Pico Cabras in Montaña Blanca, ki se nahajajo ob vznožju gore Teide.
Pobočja gore Teide so pokrita z radialnimi grapami. Vendar pa so večino grap prekrili nedavni tokovi lave, Lavas Negras, zlasti severni del. Tako so glavne grape z višino okoli 100 m na južnem pobočju: od vzhoda proti zahodu Corredor Mario, Corredor La Corbata in Corredor La Bola.

## Geologija

### Vulkanska provinca Kanarski otoki
Teide je stratovulkan, ki so ga ustvarile iste sile, ki so oblikovale Kanarske otoke. Otoki so razmeroma poravnani vzdolž osi vzhod-zahod, vendar se nadaljuje proti severovzhodu v vrsti podmorskih gora, ki so del iste vulkanske province Kanarskih otokov. Datiranje jasno kaže, da se starost teh otokov spreminja od vzhoda proti zahodu, pri čemer so starejši otoki in podmorske gore na vzhodu ter novejši na zahodu. Torej sta Fuerteventura in Lanzarote najstarejša otoka od 20,2 mio, El Hierro pa najmlajši od 1,1 mio, toda pri štetju podmorskih gora se lahko z goro Lars povzpnemo do 68 mio. Otoki Madeira, ki so nedaleč severno od Kanarskih otokov in so prav tako vulkanski, imajo tudi številne otoke in podmorske gore, poravnane v isti splošni smeri in s podobnimi datumi. Ta vzorec je skladen z vročo točko (geologijo), kanarsko vročo točko, na podoben način kot na havajskih otokih. Vendar pa je s Havaji veliko razlik. Prvič, havajski otoki se hitro (v geološkem času) pogrezajo v ocean in tvorijo atole, stopnja pogrezanja na Kanarskih otokih pa je zanemarljiva. Če bi se Kanarski otoki potapljali z enako hitrostjo kot Havajski otoki, bi bila gora Teide dejansko pod morsko gladino. Toda ena najbolj temeljnih razlik, ki dvomi v teorijo žariščne točke, je dejstvo, da vulkanska aktivnost ni omejena na najnovejši otok, ampak se nadaljuje skozi vse otoke v verigi. To je v znanstveni skupnosti sprožilo burno razpravo, ki se v določeni meri nadaljuje še danes. Ena od hipotez, ki omogoča uskladitev teh opazovanj, je prisotnost konvekcijske celice v zemeljskem plašču, ki vstopa v en del magme bolj proti vzhodu in tako aktivira stare otoke. Po tej hipotezi bi bila magma odgovorna tudi za razpršeno vulkansko aktivnost na severozahodu afriške celine do juga Španije.

### Nastanek Tenerife
Vsekakor se je nastajanje otoka Tenerife začelo malo manj kot 12 mio v preteklosti. Začelo se je z nastankom ščitastega vulkana s središčem nedaleč od same gore Teide, z vulkansko aktivnostjo, ki je trajala približno 8,9 milijona let. Vulkanska aktivnost se je nato ustavila, vulkan pa je v procesu erozije doživel nekaj sesedov. En nov ščitni vulkan je nastal med 6. in 5. letom, bolj zahodno, v Tenu, nato še en v Anagi, na vzhodu, med 4,9 in 3,9 milijona let. Ti trije ščitasti vulkani skupaj predstavljajo 90 % prostornine Tenerifa. Lave so bazalti, bazične kamnine (tj. z nizko vsebnostjo silicijevega dioksida) in zato zelo tekoče, kar pojasnjuje značilno obliko zaščitnih vulkanov.
Približno 3,5 milijona let, to je po premoru 5,5 milijona let, se je vulkanska aktivnost obnovila na raven prvega ščitnega vulkana. To je začetek faze pomlajevanja, ki tvori vulkan Las Cañadas. V tem obdobju se je začela tudi vulkanska aktivnost v razpokah otoka, ki so nastale zaradi radialnih prelomov zaradi nariva magme v osrednjem vulkanu. Izbruhi Las Cañadas so bili sprva bazične in tekoče lave, vendar so se sčasoma razlikovale (trahibazalti in fonoliti), kar je dalo mesto bolj eksplozivnim izbruhom. Razpoke so večinoma oddajale isto lavo. Pred približno 200.000 leti je vrh vulkana odnesel ogromen zdrs proti severu in oblikoval kaldero Las Cañadas. Ti masivni zemeljski plazovi so bili precej pogosti in so deloma nastali zaradi zlomov razpok. Poleg kaldere so bili plazovi odgovorni tudi za dolino La Orotava (pred okoli 600.000 leti) in Güímar (pred okoli 850.000 leti).

### Nastanek gore Teide
Gora Teide je stratovulkan, ki je nastal po propadu vulkana Las Cañadas, vendar oba vulkana dejansko tvorita neprekinjen vulkan. Prvi izbruhi gore Teide so se zgodili takoj po plazu, torej pred približno 200.000 leti. Verjetno je velike količine lave, nastale takoj po propadu, povzročilo znižanje tlaka, ki ga je povzročil. Poleg tega so bile lave sprva mafične, toda ko je gora Teide rasla, so se lave v njenem rezervoarju razlikovale in postajale vse bolj felzične. Torej, v prvih 50.000 letih so bile kamnine bazalti in basaniti, nato približno 100.000 let nekaj vmesnih kamnin, preden so končno dosegli izbruhe fonolitov. Nastajanje gore Teide se je v bistvu končalo pred 30.000 leti. Kasneje je prišlo do le enega izbruha, ki je leta 850 n. št. oblikoval Lavas Negras in krater na vrhu.
Namesto tega se je vulkanska aktivnost premaknila proti zahodu in oblikovala nov stratovulkan na samih pobočjih gore Teide na nadmorski višini 3000 m: Pico Viejo. Vulkanska aktivnost tega adventivnega stožca je trajala od 27.000 do 17.000 let nazaj in je bila podvržena enakemu razvoju kot gora Teide, začenši z bazaltnimi lavami in vse do diferenciranih lav fonolita. Nekateri izbruhi gori Teide in Pico Viejo so bili freatomagmatski izbruhi, ki so tvorili belkaste vulkanske vrzeli in se razlagajo kot interakcija med vulkansko aktivnostjo in vodami zaradi taljenja snega. Zlasti eden od teh izbruhov je bil na začetku eksplozije vrha Pico Viejo, ki je oblikoval eksplozivni krater.
Ta premik središča izbruha proti Pico Vieju je razložen z veliko nadmorsko višino gore Teide, saj se lava težko povzpne na magmatsko komoro glavnega vulkana. To selitev dejavnosti proti zahodu dokazuje tudi oživitev dejavnosti v severozahodnem razpoku. Po 17.000 letih pred sedanjostjo je Pico Viejo izumrl in vulkanska aktivnost se je znova nadaljevala v oblikovanju dodatnih stožcev, ki obdajajo glavni vulkan, težnja, ki se je nadaljevala do prihoda ljudi na otok.

## Podnebje
Kljub bližini Sahare imajo Kanarski otoki relativno zmerno podnebje. Trajanje sončnega obsevanja je zelo dolgo zaradi subtropske zemljepisne širine in bližine Azorskega vrha ter zelo visokega UV indeksa, ki ga povzroča višina vrha (več kot 11 sredi poletja). To sončno obsevanje okoli 3450 ur na leto delno kompenzira Kanarski tok, razmeroma hladen oceanski tok, zaradi katerega je podnebje bolj zmerno. Vendar je situacija zelo drugačna na ravni gore Teide in kaldere. Podnebje na Tenerifu je dejansko zaznamovano z inverzijsko plastjo okoli nadmorske višine 1000 m, ki izolira visokogorska območja od vplivov oceana, ki so prisotni na nižjih nadmorskih višinah. To jasno vodi do bolj celinskega podnebja na gori Teide z močnimi spremembami temperature čez dan (običajno reda 15 °C) in med letom (lahko sega od -15 °C v pozimi do 30 °C poleti).
Ta inverzijska plast zelo vpliva tudi na vlažnost. Prisotnost Axores poleti visoko na severozahodu Kanarskih otokov povzroča razmeroma stalne vetrove (pasate), ki pihajo od severovzhoda proti jugozahodu. Ti vetrovi prenašajo vlago čez Atlantik in dežuje na severu Tenerifa, pri čemer tvorijo gosto plast oblakov med 800 in 1600 m nadmorske višine. Inverzijska plast prav tako preprečuje, da bi se ti oblaki dvignili, zato je podnebje pod nivojem gore Teide zelo suho. Tako je padavin v kalderi manj kot 500 mm na leto, večina pade pozimi, skupaj pa okoli tretjina v obliki snega. Razlike so lahko precej velike od leta do leta. Medtem je vrh gore Teide prekrit z valovitimi oblaki, ki tvorijo 'klobuk gore Teide' (Toca del Teide), ki so ga mornarji verjetno zamenjali z znaki izbruha.

## Nastanek
Stratovulkana Teide in Pico Viejo ('Stari vrh', čeprav je v resnici mlajši od Teideja) sta najnovejša središča dejavnosti na vulkanskem otoku Tenerife, ki je največji (2058 km²) in najvišji (3715 m) otok na Kanarskih otokih. Ima zapleteno vulkansko zgodovino. Nastanek otoka in razvoj sedanjega vulkana Teide je potekal v petih fazah, prikazanih na diagramu na desni.

### Prva stopnja
Tako kot drugi Kanarski otoki in vulkanski oceanski otoki na splošno je tudi Tenerife nastal s kopičenjem velikih ščitastih vulkanov, od katerih so se trije razvili v razmeroma kratkem času. Ta zgodnji ščitasti vulkanizem je tvoril večino nastalega dela Tenerifa. Ščitasti vulkani izvirajo iz miocena in zgodnjega pliocena in so ohranjeni v treh izoliranih in globoko erodiranih masivih: Anaga (na severovzhodu), Teno (na severozahodu) in Roque del Conde (na jugu). Vsak ščit je bil očitno zgrajen v manj kot treh milijonih let, celoten otok pa v približno osmih milijonih let.

### Druga in tretja faza
Začetni juvenilni fazi je sledilo obdobje 2–3 milijonov let eruptivnega mirovanja in erozije. Ta prekinitev dejavnosti je značilna za Kanarske otoke; La Gomera, na primer, je trenutno na tej stopnji. Po tem obdobju mirovanja se je vulkanska dejavnost koncentrirala v dveh velikih zgradbah: osrednjem vulkanu Las Cañadas in masivu Anaga. Vulkan Las Cañadas se je razvil nad miocenskim ščitastim vulkanom in je morda dosegel 40 km v premeru in 4500 m v višino.

### Četrta stopnja
Pred približno 160–220 tisoč leti se je zrušil vrh vulkana Las Cañadas I in ustvaril kaldero Las Cañadas (Ucanca). Kasneje je v bližini Guajare nastal nov stratovulkan Las Cañadas II, ki je nato katastrofalno propadel. Drugi vulkan, Las Cañadas III, je nastal v sektorju Diego Hernandez v kalderi. Vsi vulkani Las Cañadas so dosegli največjo nadmorsko višino, podobno kot Teide (ki se včasih imenuje vulkan Las Cañadas IV).
Obstajata dve teoriji o nastanku 16 km × 9 km kaldere. Prva navaja, da je depresija posledica navpičnega kolapsa vulkana, ki ga je sprožilo praznjenje plitvih magmatskih komor okoli morske gladine pod vulkanom Las Cañadas po eksplozivnih izbruhih velikih količin. Druga teorija pravi, da je kaldera nastala zaradi niza bočnih gravitacijskih kolapsov, podobnih tistim, opisanim na Havajih. Dokazi za slednjo teorijo so bili najdeni tako v opazovanjih na kopnem kot v morskih geoloških študijah.

### Peta stopnja
Od približno 160.000 let nazaj do danes sta stratovulkana Teide in Pico Viejo nastala znotraj kaldere Las Cañadas.

## Zgodovinski izbruhi
Teide je nazadnje izbruhnil leta 1909 iz izvira El Chinyero na grebenu Santiago. Zgodovinska vulkanska aktivnost na otoku je povezana z odprtinami na Santiagu ali severozahodni razpoki (Boca Cangrejo leta 1492, Montañas Negras leta 1706, Narices del Teide ali Chahorra leta 1798 in El Chinyero leta 1909) in Cordillera Dorsal ali severovzhodu razpoka (Fasnia leta 1704, Siete Fuentes in Arafo leta 1705). Izbruh Montañas Negras leta 1706 je uničil mesto in glavno pristanišče Garachico ter več manjših vasi.
Zgodovinska dejavnost, povezana s stratovulkanoma Teide in Pico Viejo, se je zgodila leta 1798 iz Narices del Teide na zahodnem bregu Pico Vieja. Eruptivni material iz Pico Viejo, Montaña Teide in Montaña Blanca delno zapolnjuje kaldero Las Cañadas. Zadnji eksploziven izbruh, ki je vključeval osrednje vulkansko središče, je bil iz Montaña Blanca pred približno 2000 leti. Zadnji izbruh v kalderi Las Cañadas se je zgodil leta 1798 iz Narices del Teide ali Chahorra (Teidejeve nosnice) na zahodnem bregu Pico Vieja. Izbruh je bil pretežno strombolski in večina lave je bila ʻaʻā. Ta lava je vidna ob cesti Vilaflor–Chio.
Krištof Kolumb je poročal, da je videl »velik požar v dolini Orotava«, ko je plul mimo Tenerifa na svojem prvem potovanju v Novi svet leta 1492. To so razlagali kot dokaz, da je bil tam priča izbruhu. Radiometrično datiranje morebitnih lav kaže, da leta 1492 ni prišlo do izbruha v dolini Orotava, vendar je prišlo do enega iz odprtine Boca Cangrejo.
Zadnji izbruh na vrhu iz Teide se je zgodil okoli leta 850 našega štetja in ta izbruh je povzročil Lavas Negras ali 'črno lavo', ki pokriva velik del bokov vulkana.
Pred približno 150.000 leti je prišlo do veliko večjega eksplozivnega izbruha, verjetno z indeksom vulkanske eksplozivnosti 5. Ustvaril je kaldero Las Cañadas, veliko kaldero na približno 2000 m nadmorske višine, približno 16 km od vzhoda proti zahodu in 9 km od severa proti jugu. V Guajari, na južni strani strukture, se notranje stene dvigajo kot skoraj strme pečine od 2100 do 2715 m. 3715 m vrh samega Teideja in njegov sestrski stratovulkan Pico Viejo (3134 m) sta v severni polovici kaldere in izhajata iz izbruhov, ki so sledili tej prazgodovinski eksploziji.

## Prihodnji izbruhi
Prihodnji izbruhi lahko vključujejo piroklastične tokove in valove, podobne tistim, ki so se zgodili na gori Pelée, Merapi, Vezuv, Etna, Soufrière Hills, Unzen in drugod. V letu 2003 je prišlo do povečanja seizmične aktivnosti na vulkanu in razpoka se je odprla na severovzhodnem boku. Ni prišlo do eruptivne dejavnosti, vendar je bila v zgradbo vstavljena količina materiala, verjetno tekočine, ki ima po ocenah prostornino ~1011 m³. Takšna aktivnost lahko nakazuje, da se magma dviguje v zgradbo, vendar ni vedno predhodnik izbruha.
Poleg tega velja, da je Teide strukturno nestabilen, njegov severni bok pa ima značilno izboklino. Na vrhu vulkana so številne majhne aktivne fumarole, ki oddajajo žveplov dioksid in druge pline, vključno z nizko vsebnostjo vodikovega sulfida.
Znanstvena ocena iz leta 2006, objavljena v reviji Eos, je ugotovila, da so se »v zadnjih 30.000 letih izbruhi zgodili s stopnjo le štiri do šest na tisočletje, pri čemer so prevladovali (70 %) bazaltni izbruhi zelo majhne nevarnosti«. Avtorji so nadalje komentirali, da »nedavni zapis o erupciji v kombinaciji z razpoložljivimi petrološkimi in radiometričnimi podatki daje precej optimističen pogled na velike vulkanske nevarnosti, povezane s Teidejem in njegovimi razpočnimi območji, ki predstavljajo le zelo lokalizirane grožnje za milijon prebivalcev Tenerifa in 4,5 milijona obiskovalcev letno v narodnem parku Teide«. Vendar pa je druga študija iz leta 2009 zaključila, da bo Teide v prihodnosti verjetno močno izbruhnil in da je njegova struktura podobna strukturi Vezuva in Etne. Tako velikost tveganja, ki ga predstavlja Teide za javnost, ostaja vir razprav.

## Večji vzponi
Sir Edmund Scory, ki je verjetno ostal na otoku v prvih desetletjih 17. stoletja, v publikaciji iz leta 1626 opisuje Teide, v katerem omenja primerne poti do vrha in učinke, ki jih njegova visoka višina povzroča na popotnike, kar kaže, da so do vulkana pred 17. stoletjem dostopali po različnih poteh. Leta 1715 se je angleški popotnik J. Edens in njegova družba povzpel in svoja opažanja objavil v reviji Kraljeve družbe v Londonu.
Po razsvetljenstvu je večina odprav, ki so šle v Vzhodno Afriko in Pacifik, imela Teide kot enega najbolj nagrajujočih ciljev. Odprava lorda Georgea Macartneyja, Georgea Stauntona in Johna Barrowa leta 1792 se je skoraj končala s tragedijo, saj sta jih zajela močna snežna nevihta in dež in jim ni uspelo doseči vrha Teide, komajda so prišli mimo Montaña Blanca.
Nemški znanstvenik Alexander von Humboldt se je med svojim potovanjem v Južno Ameriko leta 1799 ustavil na Tenerifu in se povzpel na Teide s svojim sopotnikom Aiméjem Bonplandom in nekaterimi lokalnimi vodniki.
Med ekspedicijo na Kilimandžaro je nemški pustolovec Hans Heinrich Joseph Meyer leta 1894 obiskal Teide, da bi opazoval ledene razmere na vulkanu. Dve gori je opisal kot »dva kralja, eden se dviga v oceanu, drugi pa v puščavi in stepah«.
Pred kratkim, novembra 2017, je Gema Hassen-Bey postala prva paraolimpijska športnica na svetu na invalidskem vozičku, ki je dosegla 3000 metrov nadmorske višine samo z zagonom svojih rok. Sprva je Gema želela doseči vrh Teide, vendar zaradi vremenskih razmer tega cilja ni mogla doseči.

## Rastlinstvo in živalstvo
Lava teče na bokih vremena Teide v zelo tanko, a s hranili in minerali bogato zemljo, ki podpira široko paleto rastlinskih vrst. Žilno floro sestavlja 168 rastlinskih vrst, od katerih jih je 33 endemičnih za Tenerife.
Gozdovi kanarskega bora (Pinus canariensis) s kanarskim brinom (Juniperus cedrus) se pojavljajo od 1000 do 2100 metrov, pokrivajo srednja pobočja vulkana in segajo do alpske drevesne meje 1000 m  nižje kot v celinskih gorah na podobnih zemljepisnih širinah. Znotraj kaldere Las Cañadas in na višjih nadmorskih višinah so endemične rastlinske vrste za narodni park Teide: Cytisus supranubius, ki ima bele cvetove; Descurainia bourgaeana, grmičasta križnica z rumenimi cvetovi; Erysimum scoparium, ki ima vijolične cvetove in Echium wildpretii, katerega rdeči cvetovi tvorijo do 3 m visoko piramido. Teidsko marjetico (Argyranthemum teneriffae) lahko najdemo na nadmorski višini blizu 3600 m, vijolico (Viola cheiranthifolia) pa lahko najdemo vse do vrha, zaradi česar je najvišja cvetoča rastlina v Španiji.
Te rastline so prilagojene težkim okoljskim razmeram na vulkanu, kot so visoka nadmorska višina, močna sončna svetloba, ekstremne temperaturne razlike in pomanjkanje vlage. Prilagoditve vključujejo hemisferične oblike, puhasto ali voskasto prevleko, zmanjšanje izpostavljene površine listov in veliko cvetenja. Cveti pozno spomladi ali zgodaj poleti, maja in junija.
Narodni park Teide vsebuje veliko število vrst nevretenčarjev, od katerih jih je več kot 40 % endemičnih vrst, 70 pa jih najdemo samo v nacionalnem parku. Favna nevretenčarjev vključuje pajke, hrošče, dvokrilce, hemipterane in himenopterae.
V nasprotju s tem ima narodni park Teide le omejeno število vretenčarjev. V parku gnezdi deset vrst ptic. Sem spadajo tenerifski modri ščinkavec (Fringilla teydea teydea); pevec Anthus berthelotii berthelotii; atlantski kanarček (Serinus canaria) in podvrsta postovke (Falco tinnunculus canariensis).
V parku najdemo tudi tri endemične vrste plazilcev – kanarskega kuščarja (Gallotia galloti galloti), kanarskega stenskega gekona (Tarentola delalandii) in kanarskega skinka (Chalcides viridanus viridanus).
Edini avtohtoni sesalci v parku so netopirji, med katerimi je najpogostejša vrsta Leislerjev netopir (Nyctalus leisleri). Drugi sesalci, kot so muflon, zajec, hišna miš, črna podgana, divja mačka in alžirski jež, so bili vsi predstavljeni v parku.

## Senca
Teide meče največjo senco na svetu, ki je projicirana na morje. Senca meče več kot 40 km od vrha gore in ob zori seže vse do otoka La Gomera, in otok Gran Canaria ob sončnem zahodu. Senca ima popolnoma trikotno obliko, čeprav je Teidejeva silhueta nima; to je učinek zračne perspektive. Obiskovalci in turisti se ob sončnem zahodu povzpnejo na vrh vulkana, da bi bili priča temu pojavu.

## Znanstvena uporaba
Narodni park Teide je uporabna vulkanska referenčna točka za študije, povezane z Marsom, zaradi podobnosti v njihovih okoljskih razmerah in geoloških formacijah. Leta 2010 je raziskovalna skupina testirala instrument Raman v Las Cañadas del Teide v pričakovanju njegove uporabe v ekspediciji ESA-NASA ExoMars 2016–2018. Junija 2011 je skupina raziskovalcev iz Združenega kraljestva obiskala park, da bi preizkusila metodo za iskanje življenja na Marsu in poiskala primerna mesta za testiranje novih robotskih vozil leta 2012.

## Dostop
Vulkan in njegova okolica, vključno s celotno kaldero Las Cañadas, so zaščiteni v narodnem parku Teide. Dostop je po javni cesti, ki poteka od severovzhoda proti jugozahodu čez kaldero. TITSA izvaja povratno storitev v Teide enkrat na dan iz Puerto de la Cruz in Playa de las Americas. Park ima Parador (hotel) in majhno kapelo. Žičnica gre od ceste na višini 2356 m večino poti do vrha, doseže 3555 m, prevaža do 38 potnikov (34 v močnem vetru) in potrebuje osem minut, da doseže vrh. Dostop do samega vrha je omejen; za vzpon na zadnjih 200 m je potrebno brezplačno dovoljenje. Število je običajno omejeno na 200 na dan. Več pešpoti vodi pohodnike do zgornjega terminala žičnice in nato na vrh.
Zaradi nadmorske višine je zrak bistveno redkejši kot na morski gladini. To lahko povzroči, da ljudje (zlasti s srčnimi ali pljučnimi boleznimi) postanejo vrtoglavi ali omotični, razvijejo višinsko bolezen in v skrajnih primerih izgubijo zavest. Edino zdravljenje je vrnitev na nižje nadmorske višine in aklimatizacija.

## Astronomski observatorij
Na pobočju gore je astronomski observatorij, ki izkorišča lepo vreme in nadmorsko višino, ki ga postavlja nad večino oblakov in spodbuja stabilen astronomski vid. Observatorij Teide upravlja Instituto de Astrofísica de Canarias. Vključuje sončne, radijske in mikrovalovne teleskope, poleg tradicionalnih optičnih nočnih teleskopov.

## Lunarna gora
Mons Pico, eno od verige lunarnih gora Montes Teneriffe v notranjem obroču Mare Imbrium, je poimenoval Johann Hieronymus Schröter po Pico von Teneriffe, nemškem imenu iz 18. stoletja za Teide.
V odprti zvezdni kopici Plejad je tudi rjava pritlikavka, imenovana Teide 1.